# Chiesa del Carmine (Amantea)
La chiesa di Santa Maria del Carmine (d'u Carmine in dialetto amanteano), anche nota sotto l'invocazione di San Rocco, è un luogo di culto cattolico di Amantea, in provincia di Cosenza, nell'arcidiocesi di Cosenza-Bisignano. Attualmente funziona come la chiesa filiale appartenente alla parrocchia amanteana di san Biagio.

## Storia
La chiesa venne edificata nel 1685 sul sito di un ipotetico tempio pagano dedicato al Sole, a quanto si potrebbe evincere da un'iscrizione rinvenuta nel luogo. All'esterno, la facciata si presenta con due campanili ai lati, tre portali e una scalinata antistante che conduce su corso Umberto I, la principale passeggiata panoramica della città. Appunto dalla scalinata della chiesa è possibile avere una buona veduta sulla città bassa e sul mar Tirreno.

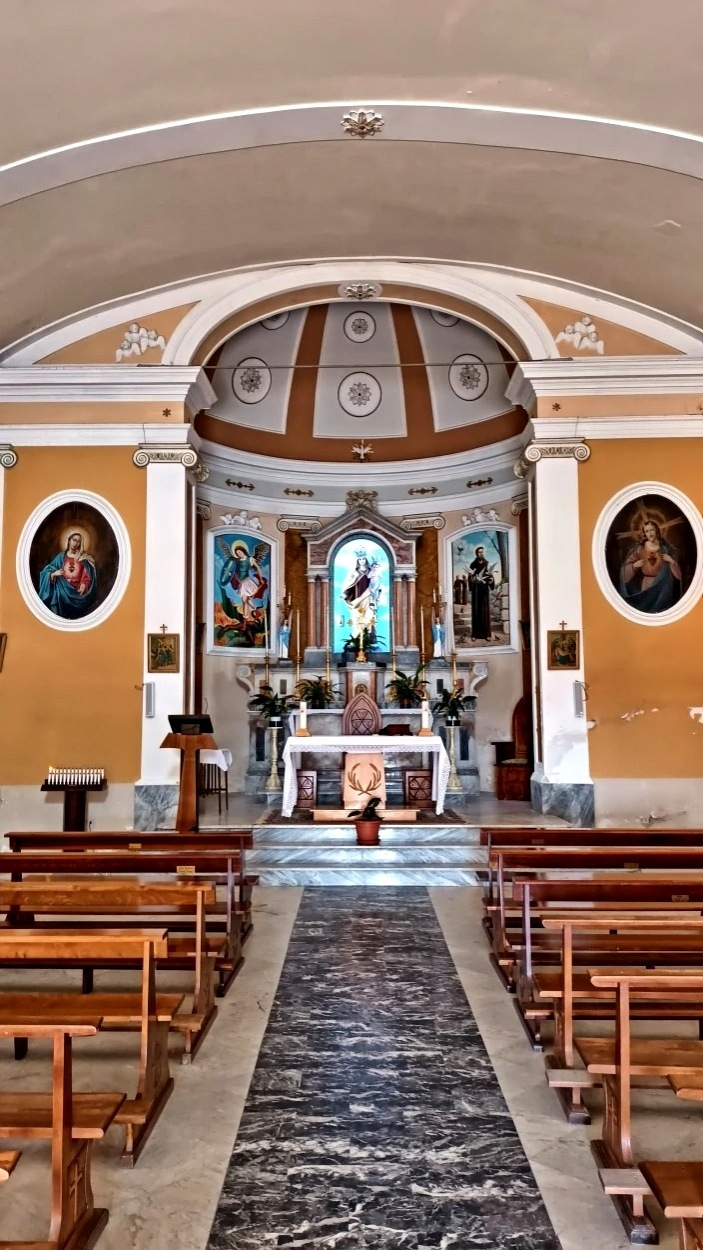
Altare principale
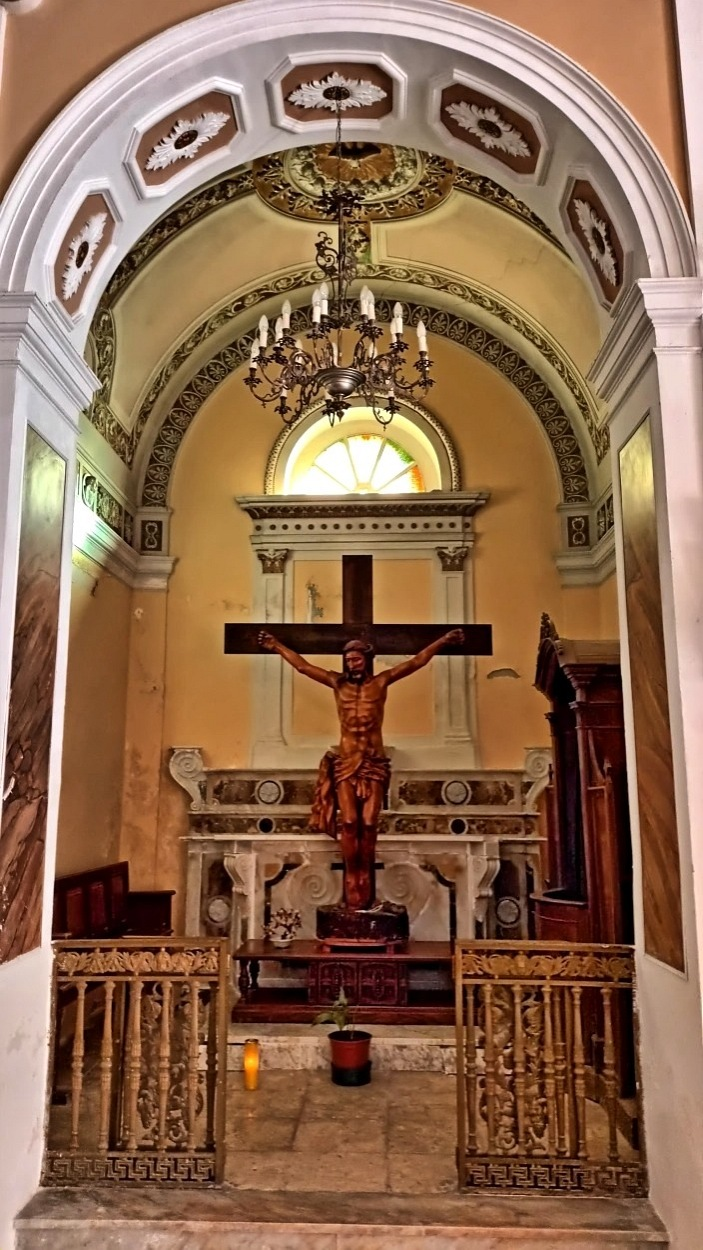
Cappella del Crocifisso
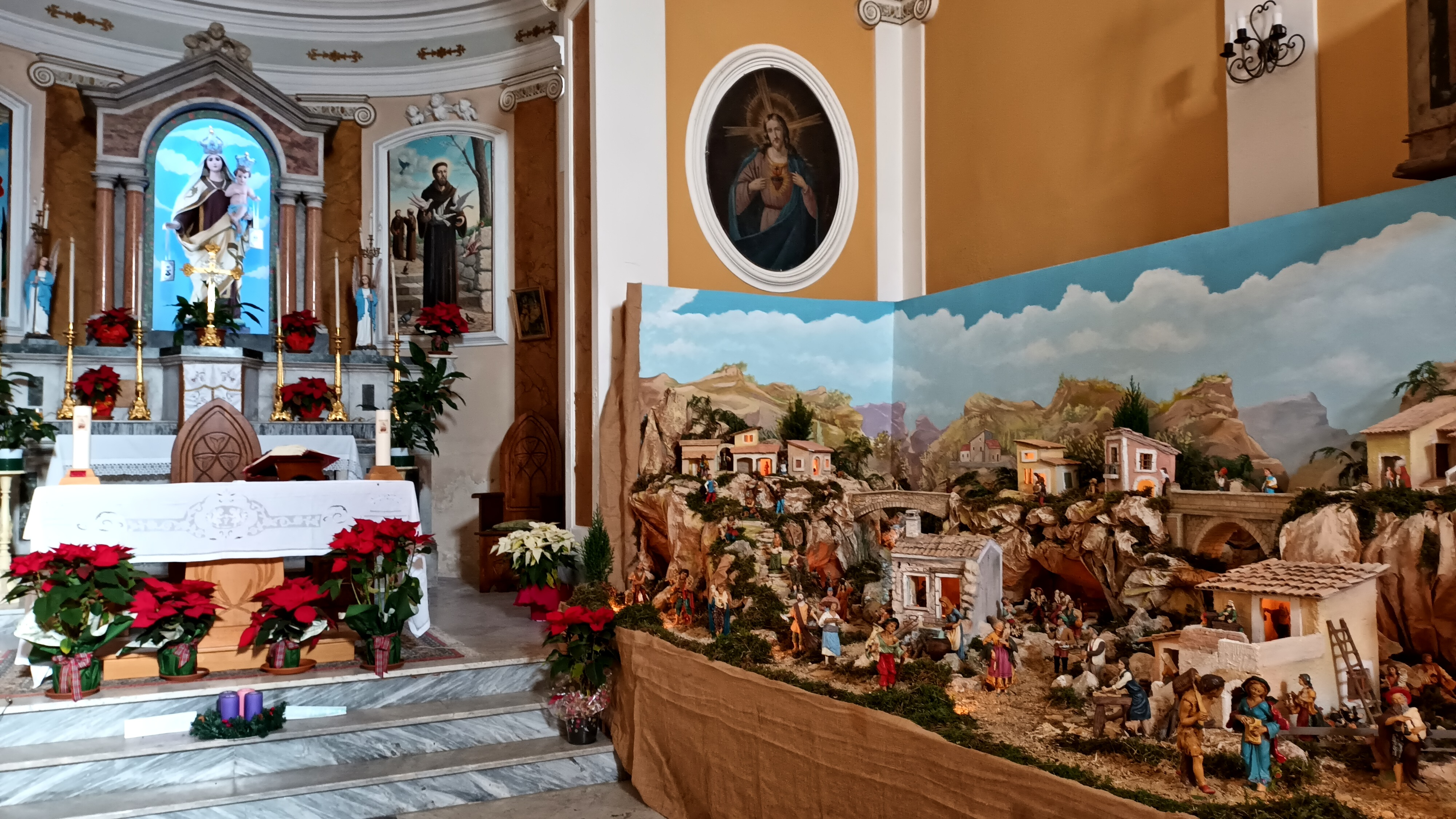
Presepe nella navata